# Alex d'Electrique
Alex d'Electrique (1980-2008) was een Nederlandse theatergroep. Onder de naam Electric Alex nam de groep deel aan Cameretten. Ko van den Bosch was artistiek leider, huisschrijver en acteur. Vaste acteurs waren onder meer Raymonde de Kuyper, Raymond Thiry, Martin Hofstra en Aat Ceelen. In 2005 verloor het gezelschap zijn subsidie. Van den Bosch ging daarop zonder subsidie en zonder vaste spelerskern verder onder de naam d'Electrique. In 2008 werd het gezelschap opgeheven en werd Van den Bosch mede-artistiek leider van het Noord Nederlands Toneel.

## Vorm
De groep was bekend en berucht vanwege de absurde, humoristische teksten van Van den Bosch, een vervreemdende speelstijl (vaak vol commentaar op het spelen zelf) en een overweldigend, gevaarlijk decor. In een kenmerkende scène werden eerst koffiebonen fijngeslagen met een hamer, vervolgens opgezogen met een stofzuiger, waarna koffie werd gezet met de stofzuigerzak als filter. In een manifest schreef Van den Bosch: "Niet het woord of verhaal ligt aan de basis van theater, maar de opwinding. Wij zetten teksten, beeld- en geluidmateriaal en de opgefokte fysieke speelstijl min of meer autonoom naast elkaar in een theatrale ruimte."

## Producties
- 1980 Electric Alex gaat op stap
- 1982 De haaienplaneet
- 1985 Schokland
- 1987 Venijnig variété
- 1988 The Electric Suburb
- 1989 Vitale delen
- 1990 Dramolette van Thomas Bernhard
- 1991 Krankheit
- 1992 Koning Jan van William Shakespeare
- 1992 KopGhana
- 1993 De onthoofde hand
- 1994 Cutup - Uppercut
- 1995 Teargarten
- 1996 Ribbenkast ritme
- 1996 De comanche
- 1996 Het periodiek systeem der elementen
- 1997 F.A.T. Falling Apart Together
- 1998 Disaster Musical
- 1999 Woyzeck van Georg Büchner
- 2001 Blokhut
- 2002 A Well Fucked up Play
- 2002 Bezet gebied
- 2002 Gehavend
- 2002 Vlaggetjesdag
- 2003 Knuckles
- 2004 Handzaam heftig
- 2004 GaGa
- 2004 Painicilline
- 2008 Lex